# Acalypha wilderi
Acalypha wilderi Merr. – wymarły gatunek roślin z rodziny wilczomleczowatych (Euphorbiaceae). Występował naturalnie na wyspie Rarotonga, wchodzącej w skład Południowych Wysp Cooka.

## Historia
Gatunek Acalypha wilderi nie został odnotowany w środowisku naturalnym od 1929 roku. Od 1980 roku nie są już prowadzone jego kompleksowe poszukiwania. Biorąc pod uwagę raporty, ingerencję człowieka w potencjalne siedliska oraz mały rozmiar wyspy (zaledwie 67 km²), wydaje się niemal pewne, że gatunek Acalypha wilderi jest wymarły.

## Morfologia
Nieliczne zbiory i notatki sugerują, że był to niewielki krzew, rzadko przekraczający 2 m wysokości.
Nie jest pewna odrębność tego gatunku od A. raivavensis F.Br. Być może w przyszłości będą połączone pod nazwą A. wilderi. Ustalenie dokładnego ujęcia taksonomicznego jest trudne ze względu na status gatunku wymarłego w przypadku A. wilderi, jak i niewystarczające badania nad A. raivavensis.

## Biologia i ekologia
Gatunek zaobserwowany był tylko z siedlisk leśnych w północnej (dystrykt Avarua) i zachodniej (dystrykt Arorangi) części wyspy Rarotonga. Występował na wysokości 200–300 m n.p.m.